# Sybra rufa
Sybra rufa là một loài bọ cánh cứng trong họ Cerambycidae.